# Neodexiopsis microchaeta
Neodexiopsis microchaeta är en tvåvingeart som först beskrevs av Malloch 1934.  Neodexiopsis microchaeta ingår i släktet Neodexiopsis och familjen husflugor.
Artens utbredningsområde är Uruguay. Inga underarter finns listade i Catalogue of Life.